# بیگ پوینت (میسیسیپی)
بیگ پوینت (به انگلیسی: Big Point) مکانی در ایالت میسیسیپی کشور ایالات متحده آمریکا است که جمعیت آن در سرشماری سال ۲۰۱۰ میلادی، ۶۱۱
نفر بوده‌است.